# Breg pri Konjicah
Breg pri Konjicah je naselje v Občini Slovenske Konjice.